# Косково (Брейтовский район)
Коско́во — село Брейтовском районе Ярославской области. Входит в состав Прозоровского сельского поселения.

## География
Расположено на берегу реки Сёбла в 18 км на юго-запад от центра поселения села Прозорово и в 26 км на запад от райцентра села Брейтово.

## История
Церковь в селе воздвигнута в 1828 году. Престолов в ней было два: Святого Иоанна Предтечи и Святителя и Чудотворца Николая. 
В конце XIX — начале XX века село входило в состав Сутковской волости Мологского уезда Ярославской губернии.
С 1929 года село входило в состав Филимоновского сельсовета Брейтовского района, с 1954 года — центр Филимоновского сельсовета, с 2005 года — в составе Прозоровского сельского поселения.

## Население
| 1859 | 1914 | 2002 | 2007 | 2010 |
| ---- | ---- | ---- | ---- | ---- |
| 96   | ↗138 | ↘107 | ↘98  | ↘58  |

## Инфарструктура
Предприятия: карьер «Косково», отделение Почты России (152768).

## Достопримечательности
В селе расположена недействующая церковь Усекновения главы Иоанна Предтечи.